# John Cornelius Butler

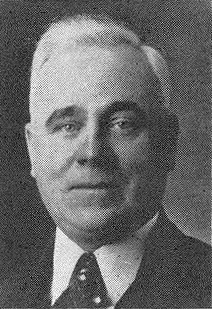
John Cornelius Butler, 1947

John Cornelius Butler (* 2. Juli 1887 in Buffalo, New York; † 13. August 1953 ebenda) war ein US-amerikanischer Politiker. Zwischen 1941 und 1949 sowie nochmals von 1951 bis 1953 vertrat er den Bundesstaat New York im US-Repräsentantenhaus.

## Werdegang
John Butler besuchte die öffentlichen Schulen seiner Heimat und die Old Central High School in Buffalo. Danach wurde er in der Gewerkschaftsbewegung tätig, in der er verschiedene lokale Ämter bekleidete. Politisch schloss er sich der Republikanischen Partei an. Nach dem Tod des Abgeordneten Pius L. Schwert wurde er bei der fälligen Nachwahl für den 42. Sitz von New York als dessen Nachfolger in das US-Repräsentantenhaus in Washington, D.C. gewählt, wo er am 22. April 1941 sein neues Mandat antrat. Nach drei Wiederwahlen konnte er bis zum 3. Januar 1949 im Kongress verbleiben. Seit 1945 vertrat er dort den damals neu eingerichteten 44. Wahlbezirk seines Staates. Seine erste Zeit als Kongressabgeordneter war von den Ereignissen des Zweiten Weltkrieges und dessen Folgen sowie vom beginnenden Kalten Krieg geprägt.
Im Jahr 1948 verlor Butler gegen den Demokraten Chester C. Gorski. Nach dem vorläufigen Ende seiner Zeit im US-Repräsentantenhaus arbeitete er als Verkaufsmanager für die Firma Fire Equipment Sales Co. und als Schätzer für die Firma Beacon Electrical Engineering and Construction Co. in Buffalo. Bei den Wahlen des Jahres 1950 wurde Butler erneut im 44. Distrikt von New York in den Kongress gewählt, wo er am 3. Januar 1951 Chester Gorski wieder ablöste. Da er im Jahr 1952 von seiner Partei nicht mehr zur Wiederwahl nominiert wurde, konnte er dort bis zum 3. Januar 1953 nur eine weitere Legislaturperiode absolvieren, die von den Ereignissen des Koreakrieges bestimmt war.
John Butler starb am 13. August 1953 in Buffalo, wo er auch beigesetzt wurde.